# Hartmannosa
Hartmannosa is een geslacht van kreeftachtigen uit de klasse van de Ostracoda (mosselkreeftjes).

## Soorten
- Hartmannosa chilensis (Hartmann, 1962)
- Hartmannosa cracenta (Bate, Whittaker & Mayes, 1981)
- Hartmannosa minuta (Edwards, 1944)
- Hartmannosa vandenboldi (Hartmann, 1959)